# Mamsapuram
Mamsapuram (o Mamseporam) è una suddivisione dell'India, classificata come town panchayat, di 17.931 abitanti, situata nel distretto di Virudhunagar, nello stato federato del Tamil Nadu. In base al numero di abitanti la città rientra nella classe IV (da 10.000 a 19.999 persone).

## Geografia fisica
La città è situata a 09° 31' 07 N e 77° 34' 33 E.

## Società

### Evoluzione demografica
Al censimento del 2001 la popolazione di Mamsapuram assommava a 17.931 persone, delle quali 8.811 maschi e 9.120 femmine. I bambini di età inferiore o uguale ai sei anni assommavano a 2.039, dei quali 1.012 maschi e 1.027 femmine. Infine, coloro che erano in grado di saper almeno leggere e scrivere erano 11.647, dei quali 6.526 maschi e 5.121 femmine.